# Empis ringdahli
Empis ringdahli är en tvåvingeart som först beskrevs av Collin 1969.  Empis ringdahli ingår i släktet Empis och familjen dansflugor. Inga underarter finns listade i Catalogue of Life.